# Akcja Narodowo-Liberalna
Akcja Narodowo-Liberalna, Action libérale nationale, ALN – partia polityczna działająca w przeszłości w kanadyjskiej prowincji Quebec.

## Historia
Partia powstała w 1934 poprzez secesję części deputowanych Liberalnej Partii Quebecu do Zgromadzenia Narodowego. Grupa dysydentów stojących w opozycji do lidera liberałów, Louis-Alexandre Taschereau, kierowana była przez Poula Gouin.
Partia reprezentowała program liberalny, dołączając do niego jednak treści nacjonalistyczne. W wyborach 1935 ALN zawarła przymierze wyborcze z konserwatystami, zobowiązując się do niewystawiania kandydatów przeciwko sobie. W wyborach ALN zdobyła 29% głosów i 26 miejsc w zgromadzeniu, podczas gdy konserwatyści 19%, które zapewniło im 16 mandatów. Mimo tego, to właśnie lider konserwatystów, Maurice Duplessis, został liderem porozumienia. Późniejsze konflikty pomiędzy oboma przywódcami skłoniły Gouine do wycofania swego poparcia dla koalicji. Nastąpiło to na krótko przed wyborami w 1936. Wraz z nim odeszło z porozumienia 20 innych członków ALN. Po tym fakcie Duplesis zrezygnował z używania nazwy ANL, tworząc nowy byt polityczny, partię Unię Narodową, która poprowadził do zwycięskich wyborów. Pozostałości ALN z Gouinem na czele nie przystąpiły do tych wyborów. ALN wystartował w dopiero w kolejnych wyborach w 1939, zdobywając zaledwie 4.5% poparcia. Krótko po tym partia przestała istnieć.

## Wyniki wyborcze
| Wybory | liczba kandydatów            | liczba mandatów              | % głosów                     |
| ------ | ---------------------------- | ---------------------------- | ---------------------------- |
| 1935   | 52                           | 26                           | 29.57%                       |
| 1936   | ALN nie wystawiła kandydatów | ALN nie wystawiła kandydatów | ALN nie wystawiła kandydatów |
| 1939   | 57                           | 0                            | 4.53%                        |